# Мало-Црниче (община)
Мало-Црниче (серб. Мало Црниће) — община в Сербии, входит в Браничевский округ.
Население общины составляет 13 064 человека (2007 год), плотность населения составляет 48 чел./км². Занимаемая площадь — 270 км², из них 83,4 % используется в промышленных целях.
Административный центр общины — село Мало-Црниче. Община Мало-Црниче состоит из 19 населённых пунктов, средняя площадь населённого пункта — 14,2 км².

## Статистика населения общины
| Год  | Население, чел. |
| ---- | --------------- |
| 1991 | 14 860          |
| 2001 | 13 954          |
| 2002 | 13 837          |
| 2003 | 13 716          |
| 2004 | 13 606          |
| 2005 | 13 467          |
| 2006 | 13 257          |
| 2007 | 13 064          |